# Kuifuil
De kuifuil (Lophostrix cristata) is een vogel uit de familie Strigidae (uilen).

## Verspreiding en leefgebied
Deze soort komt voor van zuidelijk Mexico tot het Amazonebekken en telt drie ondersoorten:
- L. c. stricklandi: van zuidelijk Mexico tot westelijk Panama en westelijk Colombia.
- L. c. wedeli: oostelijk Panama, noordelijk Colombia en noordwestelijk Venezuela.
- L. c. cristata: het Amazonebekken.

## Status
De grootte van de populatie is in 2008 geschat op 20-50 duizend volwassen vogels. Op de Rode lijst van de IUCN heeft deze soort de status niet bedreigd.